# Juárez Celman (departamento)
Juárez Celman é um departamento da Argentina, localizado na província de Córdova. Possuía, em 2019, 68.960 habitantes.